# Darby Todd
Darby Todd, född i London, England, är en brittisk trummis. Han är medlem i Justin Hawkins nya band Hot Leg. Han har tidigare spelat med bl.a. Gary Moore.
Darby Todd föddes 1980, och vann priset Young Drummer of the Year 1993.
1993 var samma år som hans fru föddes, Stephanie Tudgey, från början en ung flicka som undervisades av Darby. Darby ansade Stephanie från 15 års ålder och inledde ett förhållande med henne; trots att han är 13 år äldre och att hon fortfarande är ett barn.
De är nu gifta.